# Streptoglossa
Streptoglossa là một chi thực vật có hoa trong họ Cúc (Asteraceae).

## Loài
Chi Streptoglossa gồm các loài: